# 奥地利美景宫美术馆
奥地利美景宫美术馆（Österreichische Galerie Belvedere）是一座设在奥地利首都维也纳的美景宫内的博物馆。
美景宫美术馆收藏的艺术品，包括从中世纪和巴洛克直到21世纪的杰作，重点是19世纪末和新艺术运动期间的奥地利画家。展出的最有名的艺术家古斯塔夫·克林姆和埃贡·席勒。 
自2007年以来，博物馆的主管是艾格尼丝·赫斯莱恩，原是萨尔茨堡现代艺术馆的负责人。

## 画廊

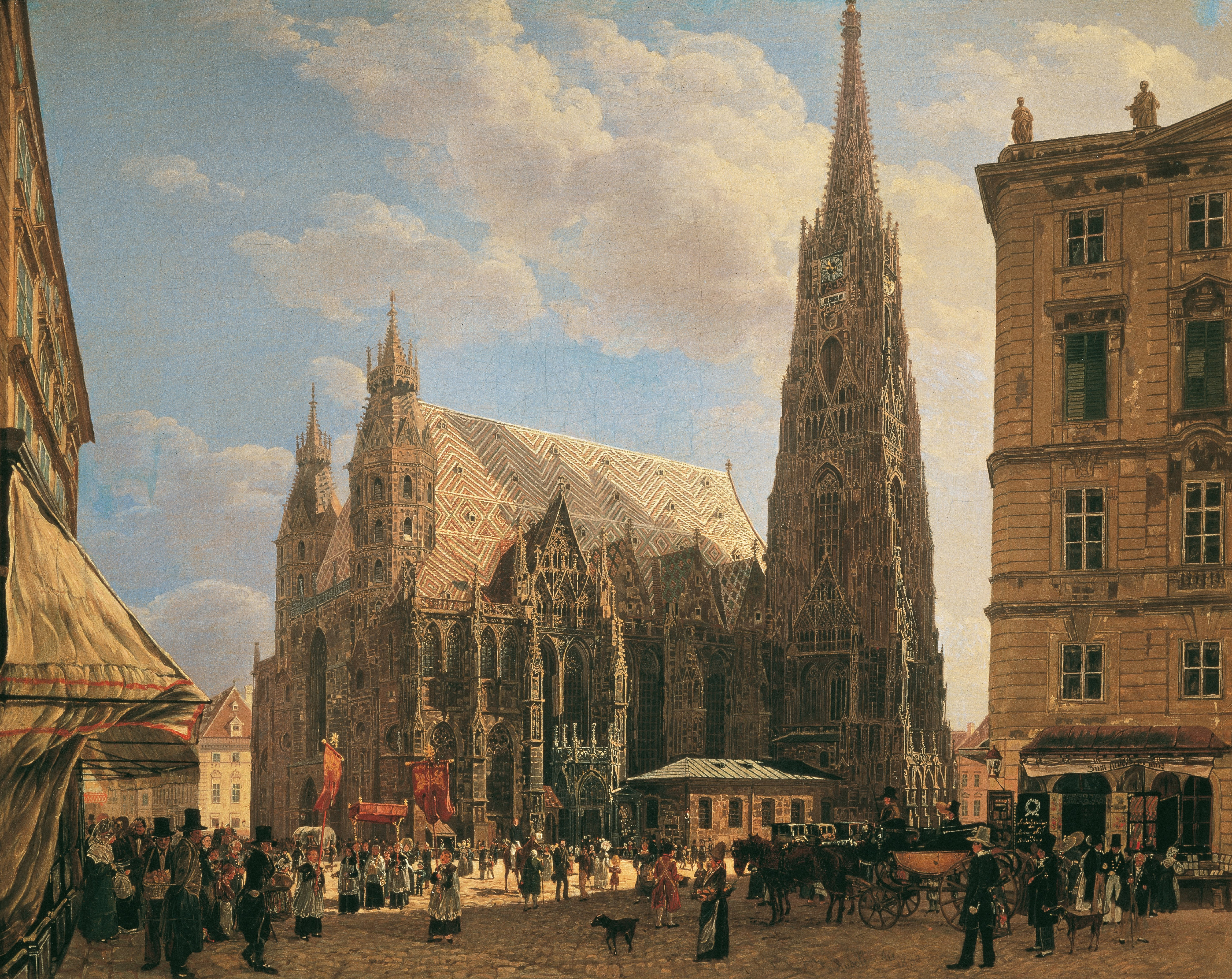
鲁道夫·冯·埃尔特（英语：Rudolf von Alt）：斯特凡主教座堂（1832年）
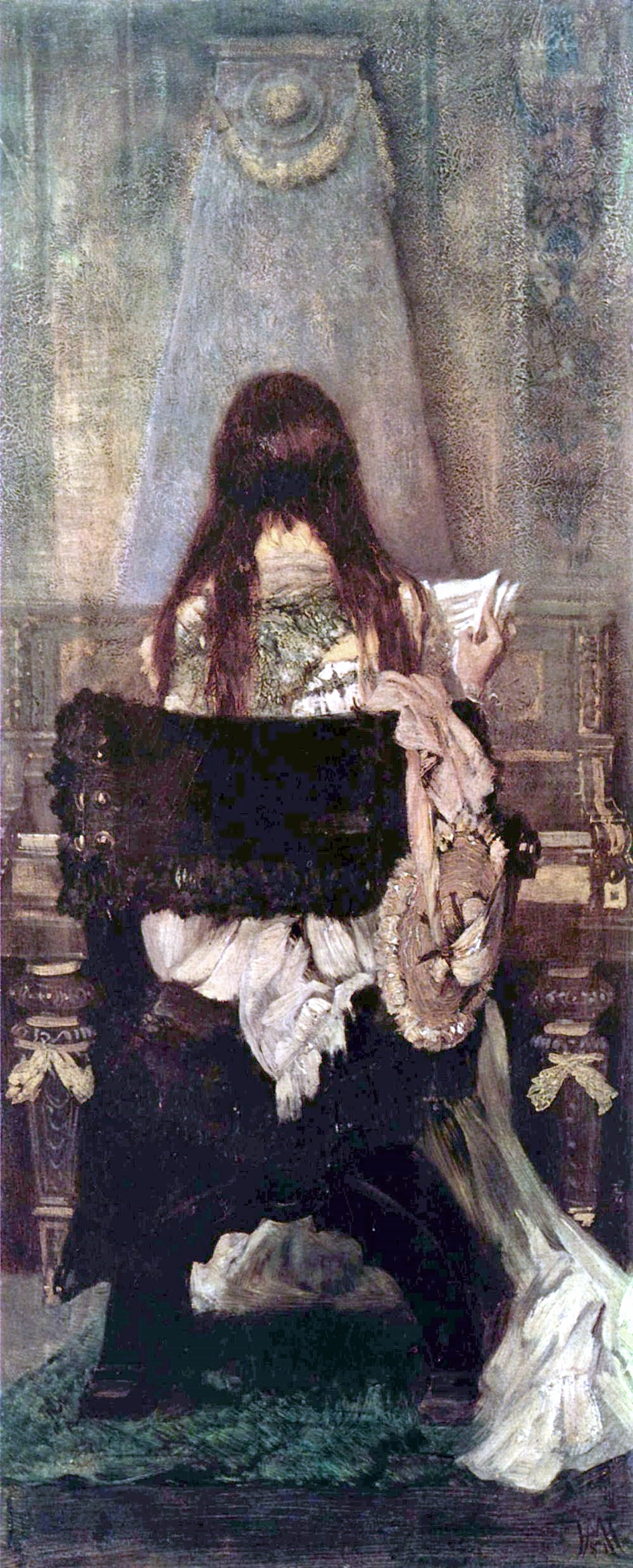
漢斯·馬卡特："Dame am Spinett" (1871)
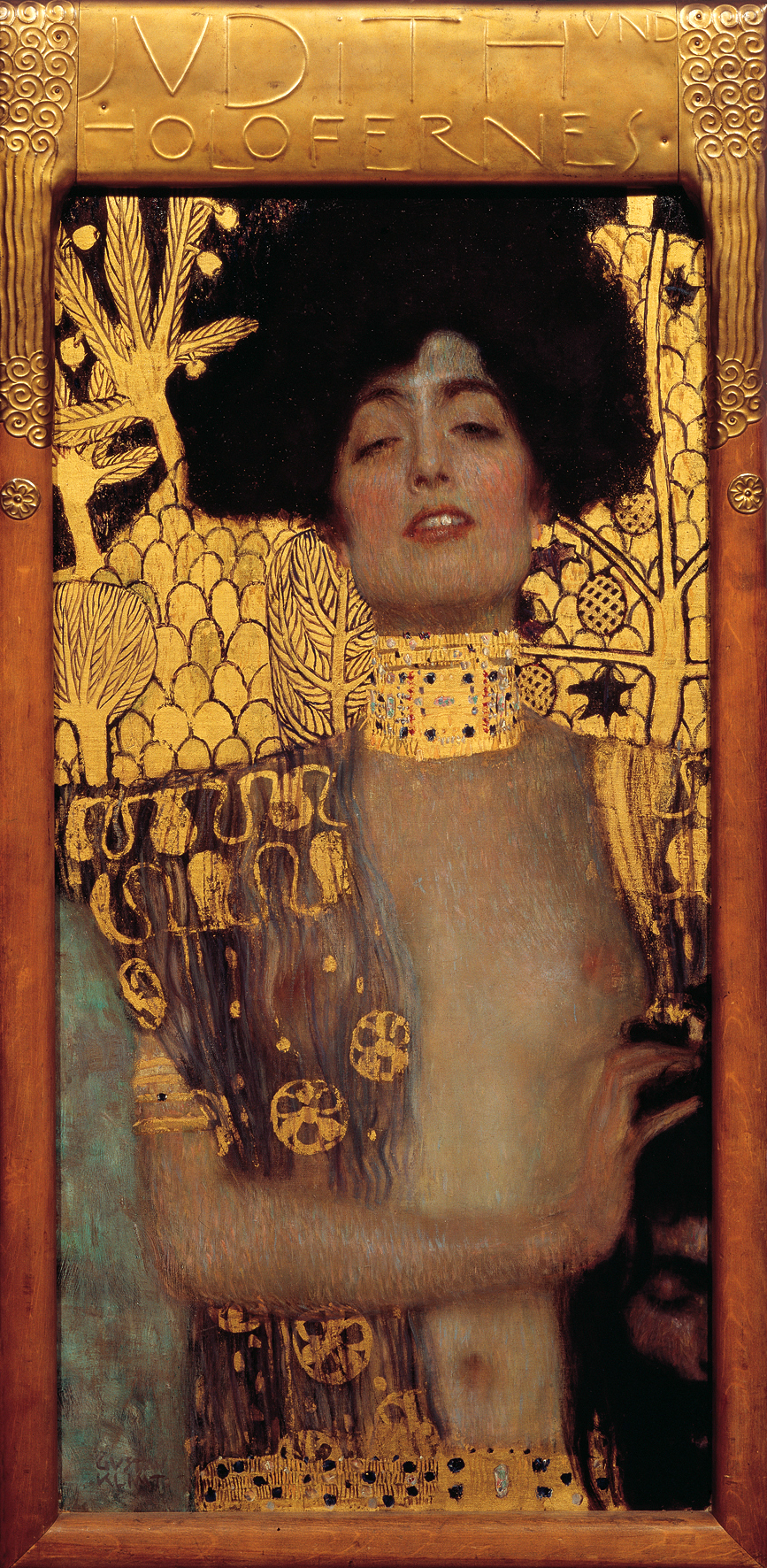
古斯塔夫·克林姆：《茱蒂絲與荷羅芬尼》（1901年）
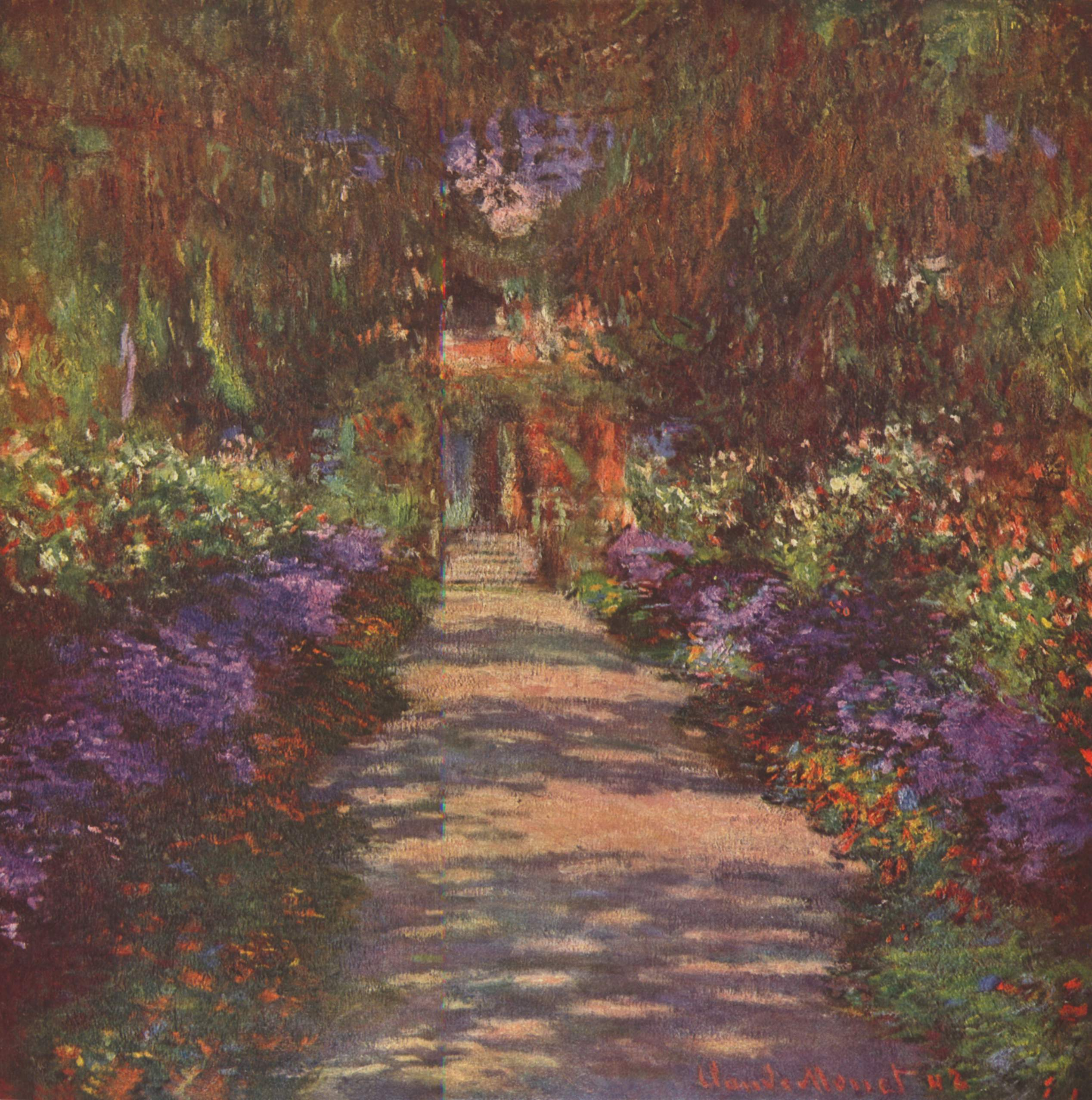
克劳德·莫奈: 花园餐厅 （1902年）
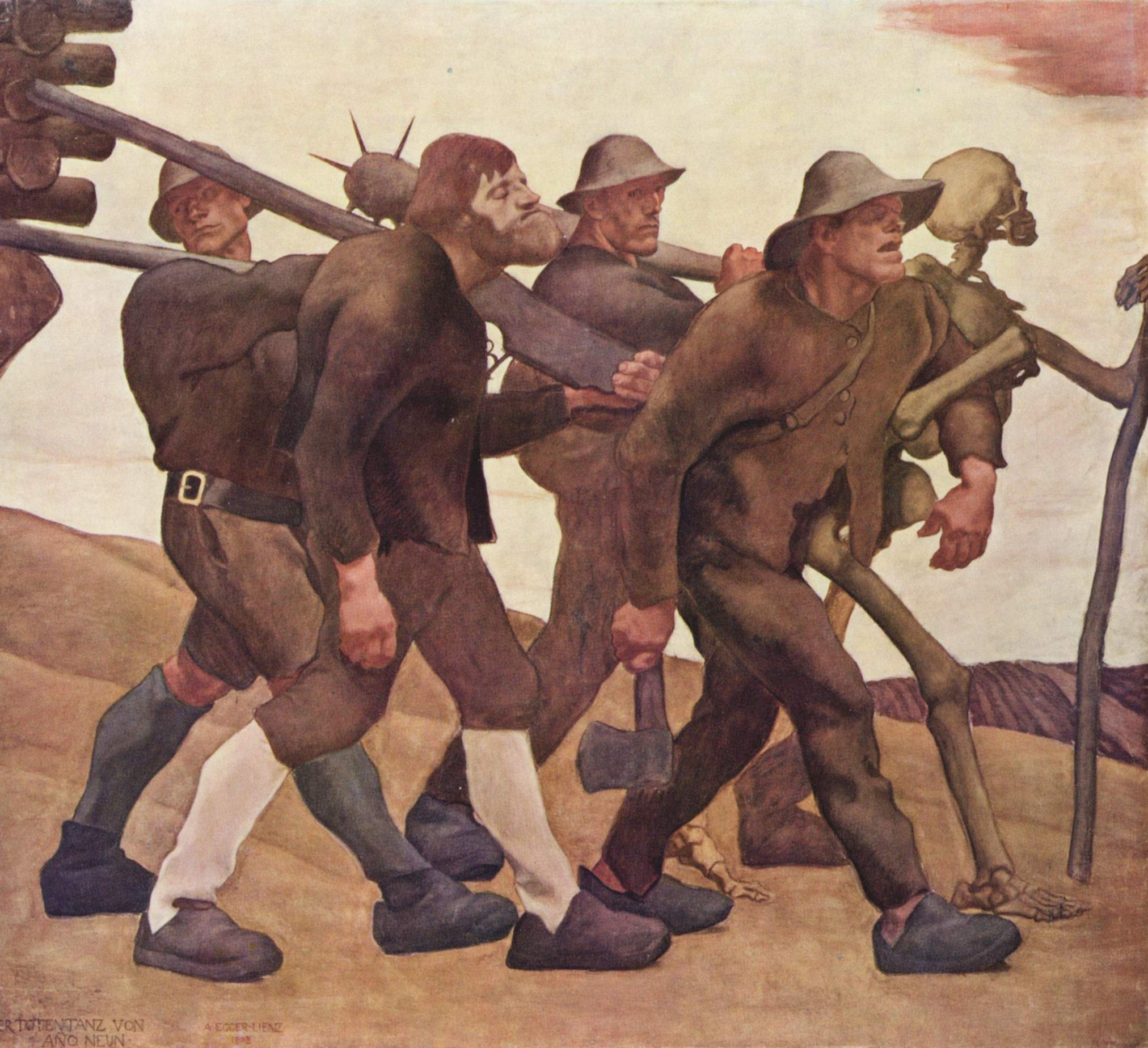
阿尔宾·艾格-利恩茨（英语：Albin Egger-Lienz）："Der Totentanz von Anno Neun" (1906-1908)
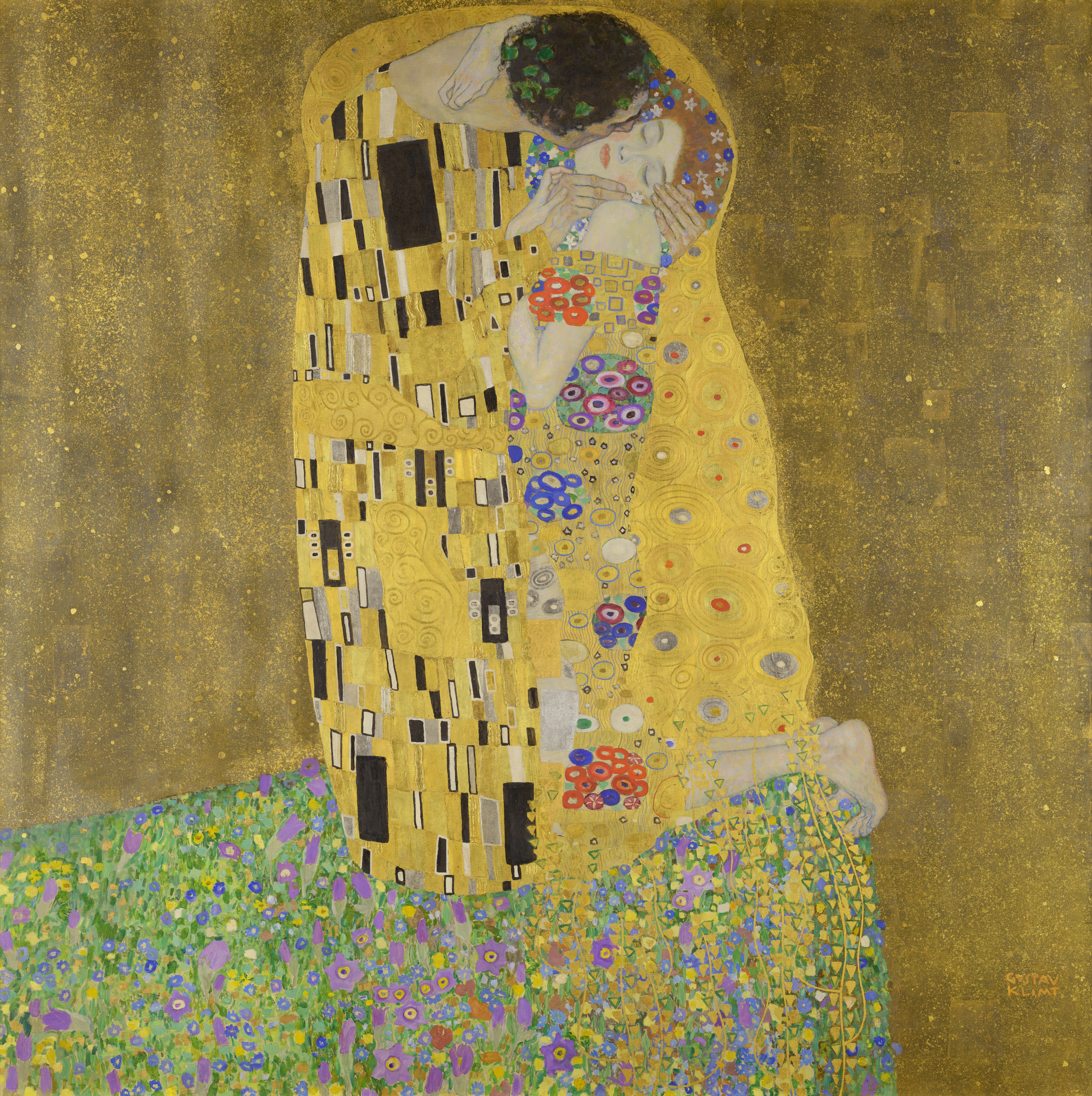
古斯塔夫·克林姆：《吻》（1907-1908年）
埃贡·席勒：自画像（1912年）
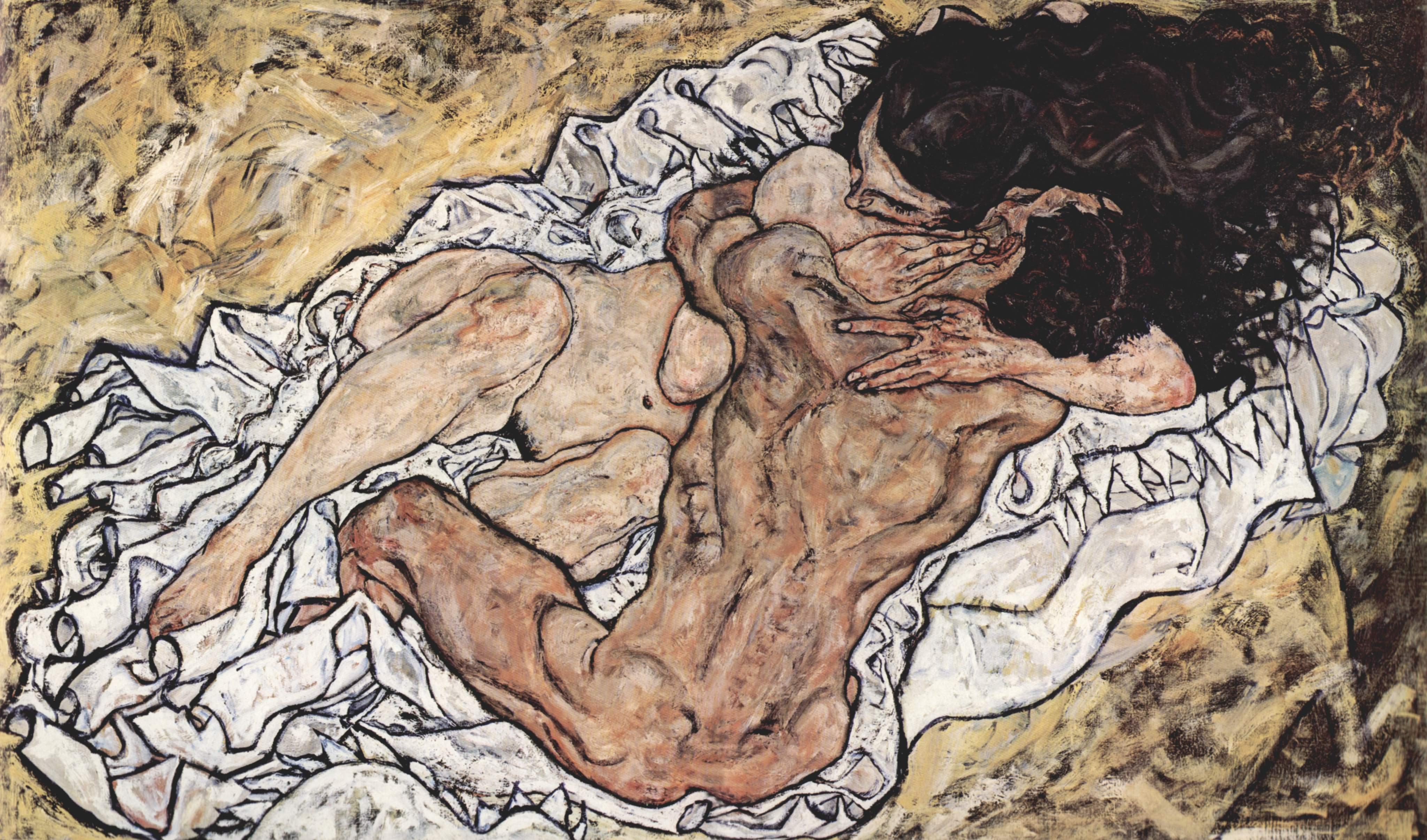
埃贡·席勒：《拥抱》（1917年）